# Liste von Sufi-Orden in Ägypten
Dies ist eine Liste von Sufi-Orden in Ägypten. Sie basiert auf Masatoshi Kisaichis Übersicht zu den Namen der in Ägypten offiziell anerkannten Sufi-Orden. Ein Oberster Rat der Sufi-Orden (al-Madschlis al-aʿlā li-t-turuq as-sūfīya) wurde in Ägypten bereits im Jahr 1895 gegründet.

## Übersicht
Quelle: 
Masatoshi Kisaichi, Table 4.1, S. 59: Names of Sufi orders currently recognized in Egypt (Namen der heute in Ägypten anerkannten Sufi-Orden) 
(Schreibungen ohne Diakritika)

### Schadhiliyya
1. al-Hamidiya asch-Schadhiliya
2. al-Muhammadiya asch-Schadhiliya
3. al-Haschimiya al-Madaniya asch-Schadhiliya
4. as-Salamiya asch-Schadhiliya
5. al-Dschawhariya asch-Schadhiliya
6. al-'Arusiya asch-Schadhiliya
7. al-Fasiya asch-Schadhiliya
8. al-Hagafiya asch-Schadhiliya
9. al-Qawuqdschiya asch-Schadhiliya
10. al-Dschazuliya al-Husayniya asch-Schadhiliya
11. al-'Afifiya asch-Schadhiliya
12. al-Faydiya asch-Schadhiliya
13. al-Hinduschiya asch-Schadhiliya
14. al-Wafa'i ya asch-Schadhiliya
15. al-Chawatiriya asch-Schadhiliya
16. al-Qasimiya asch-Schadhiliya
17. as-Sammaniya asch-Schadhiliya
18. al-'Azmiya asch-Schadhiliya
19. al-Chatibiya asch-Schadhiliya

### Chalwatiya
1. as-Sammaniya al-Chalwatiya
2. al-Dschunaydiya al-Chalwatiya
3. al-Murawaniya al-Chalwatiya
4. ad-Dayfiya al-Chalwatiya
5. al-Ghanimiya al-Chalwatiya
6. al-Qasabiya al-Chalwatiya
7. al-Chalwatiya al-Muhammadiya
8. as-Sawiya al-Chalwatiya
9. al-Maghziya al-Chalwatiya
10. al-'Ulwaniya al-Chalwatiya
11. al-'Imraniya al-Chalwatiya

### Ahmadiya
1. al-Idrisiya al-Ahmadiya
2. al-Inbabiya al-Ahmadiya
3. al-Dscha'fariya al-'Ahmadiya al-Muhammadiya
4. at-Tasqiyani ya al-Ahmadiya
5. al-Ahmadiya
6. asch-Schinniwiya al-Ahmadiya
7. al-Munayfa al-Ahmadiya
8. as-Sutuhiya al-Ahmadiya
9. al-Kannasiya al-Ahmadiya
10. as-Sa'idiya asch-schirnubiya al-'Ahmadiya
11. al-Dschawhariya al-Ahmadiya
12. az-Zahidiya al-Ahmadiya
13. al-Farghaliya al-Ahmadiya
14. al-Maraziqa al-Ahmadiya
15. asch-Scha'biya al-'Ahmadiya
16. al-Halabiya al-Ahmadiya
17. al-Chitamiya al-Ahmadiya
18. as-Salamiya al-Ahmadiya
19. al-Bayyumiya al-Ahmadiya
20. al-Dscharir al-Ahmadiya

### Burhamiya
1. al-Mudschahidiya al-Burhamiya
2. al-Burhamiya al-Qina'iya
3. al-Burhamiya
4. al-Burhamiya al-Shahawiya
5. as-Sa'idiya asch-Schirnubiya al-Burhamiya

### Andere
1. al-Rifa'iya
2. al-Hadiya
3. al-Naqschbandiya
4. al-Tidschaniya
5. as-Sa'diya
6. al-Chaliliya
7. al-Qadiriya
8. al-'Annaniya
9. al-Azaziya
10. al-Habibiya
11. al-Mirghaniya al-Chatmiya
12. ar-Rahmiya al-Qina'iya
13. al-Qadriya al-Faridiya
14. al-Qadriya al-Qasimiya
15. al-Harawiya al-Hanafiya
16. al-'Afifiya al-Haschimiya
17. al-Schaybaniya at-Taghlibiya
18. al-Battawiya